# Parexosoma
Parexosoma es un género de insecto coleóptero de la familia Chrysomelidae.

## Especies
Las especies de este género son:
- Parexosoma flaviventre (Baly, 1878)
- Parexosoma metallicum (Bryant, 1954)